# Macrobdella decora
Macrobdella decora is een ringworm uit de familie van de Hirudinidae. De wetenschappelijke naam van de soort is voor het eerst geldig gepubliceerd in 1824 door Say.